# 球場前站 (岡山縣)

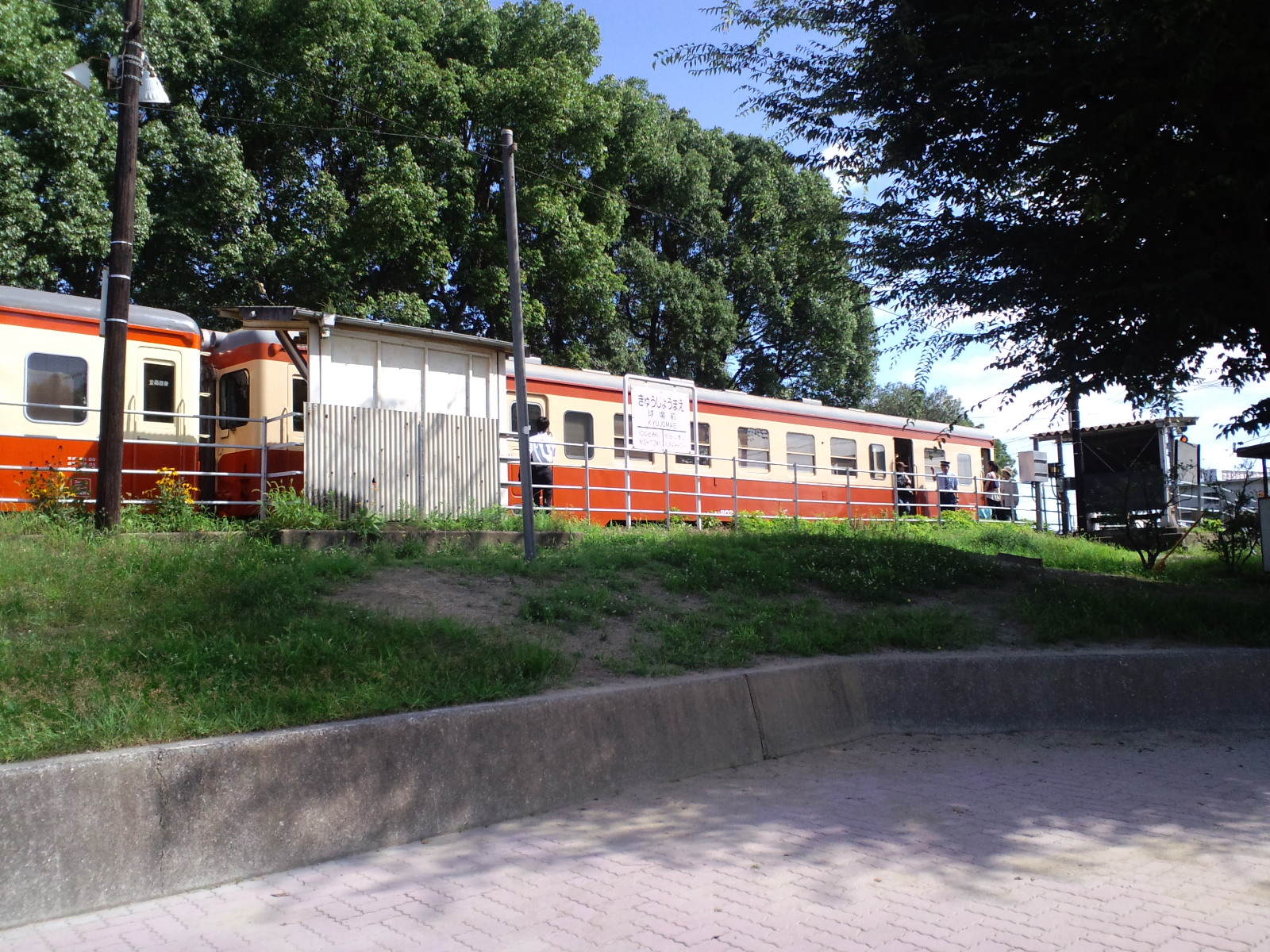
從棒球場外望向車站(2009年7月)

球場前站（日语：／ Kyūjōmae eki */?）是位於岡山縣倉敷市四十瀨，屬於水島臨海鐵道的水島本線車站。車站編號為MR1。

## 歷史
- 1949年（昭和24年）5月20日 - 車站啟用。
- 1952年（昭和27年）4月1日 - 專用鐵道轉讓至倉敷市，成為倉敷市交通局車站。
- 1970年（昭和45年）4月1日 - 倉敷市交通局鐵路線轉讓至水島臨海鐵道，成為水島臨海鐵道車站。
- 1982年（昭和57年） - 車站向倉敷市站一方遷移0.5公里至現地。

## 車站構造
本站是地面車站，設有1面1線的單式月台。此站是無人車站，站內沒有設置站房與候車室。月台部分位置設有上蓋。

## 車站周邊
此站的站名取自於車站東邊倉敷運動公園內的倉敷市營球場。南邊100米處設有國道429號（舊國道2號），國道沿線上設有巴士站、汽車經銷商、補習社、便利店和餐廳等。而倉敷Muscat體育館比較接近中庄站（JR山陽本線）。

## 利用狀況
以下為1日平均乘車和上下車人次列表。
| 年度   | 1日平均 乘車人冷 | 1日平均 上下車人次 |
| ------ | ---------------- | ------------------ |
| 1999年 | 164              | 353                |
| 2000年 | 156              | 350                |
| 2001年 | 378              | 524                |
| 2002年 | 448              | 566                |
| 2003年 | 450              | 568                |
| 2004年 | 436              | 567                |
| 2005年 | 429              | 569                |
| 2006年 | 439              | 589                |
| 2007年 | 439              | 575                |
| 2008年 | 449              | 643                |
| 2009年 | 414              | 600                |

## 相鄰車站
水島臨海鐵道
水島本線
倉敷市（MR0）－球場前（MR1）－西富井（MR2）

## 注腳
1. ↑  岡山縣統計年報